# Nazionale femminile di pallavolo della Bosnia ed Erzegovina
La nazionale femminile di pallavolo della Bosnia ed Erzegovina è una squadra europea composta dalle migliori giocatrici di pallavolo della Bosnia ed Erzegovina ed è posta sotto l'egida della Federazione pallavolistica della Bosnia ed Erzegovina.

## Rosa
Segue la rosa delle giocatrici convocate per il campionato europeo 2023.
| N° | Nome               | Ruolo | Data di nascita  | Squadra             |
| -- | ------------------ | ----- | ---------------- | ------------------- |
| 1  | Ajla Paradžik      | C     | 29 luglio 1994   | Mulhouse            |
| 2  | Ana Zekić          | S     | 15 marzo 2005    | Radnik Bijeljina    |
| 3  | Milana Božić       | P     | 19 luglio 2000   | Thīras              |
| 4  | Dora Brašnić       | L     | 24 novembre 2006 | Orašje              |
| 5  | Iman Isanović      | S     | 20 agosto 1999   | Arizona State       |
| 7  | Anđelka Radišković | S     | 30 marzo 1992    | Kamnik              |
| 9  | Edina Begić        | S     | 9 ottobre 1992   | Pro Victoria        |
| 10 | Maja Lasić         | C     | 28 dicembre 1999 | Ti-Volley Innsbruck |
| 11 | Edina Selimović    | C     | 4 giugno 1991    | Volero Zurigo       |
| 12 | Milica Ivković     | L     | 2 maggio 1994    | Spartak Subotica    |
| 13 | Jovana Biberdžić   | S     | 12 aprile 2001   | Jedinstvo Brčko     |
| 17 | Dajana Bošković    | O     | 11 aprile 1994   | Alba-Blaj           |
| 18 | Dragana Stevanović | P     | 20 ottobre 2003  | SREM                |
| 22 | Nina Đukič         | O     | 2 agosto 1998    | Koper               |

## Risultati

### Competizioni CEV
| 1949 | non esistente   | -            |
| 1950 | non esistente   | -            |
| 1951 | non esistente   | -            |
| 1955 | non esistente   | -            |
| 1958 | non esistente   | -            |
| 1963 | non esistente   | -            |
| 1967 | non esistente   | -            |
| 1971 | non esistente   | -            |
| 1975 | non esistente   | -            |
| 1977 | non esistente   | -            |
| 1979 | non esistente   | -            |
| 1981 | non esistente   | -            |
| 1983 | non esistente   | -            |
| 1985 | non esistente   | -            |
| 1987 | non esistente   | -            |
| 1989 | non esistente   | -            |
| 1991 | non esistente   | -            |
| 1993 | non qualificata | -            |
| 1995 | non qualificata | -            |
| 1997 | non qualificata | -            |
| 1999 | non qualificata | -            |
| 2001 | non qualificata | -            |
| 2003 | non qualificata | -            |
| 2005 | non qualificata | -            |
| 2007 | non qualificata | -            |
| 2009 | non qualificata | -            |
| 2011 | non qualificata | -            |
| 2013 | non qualificata | -            |
| 2015 | non qualificata | -            |
| 2015 | non qualificata | -            |
| 2019 | non qualificata | -            |
| 2021 | 19º posto       | Convocazioni |
| 2023 | 18º posto       | Convocazioni |

| 2009 | non qualificata | -            |
| 2010 | non qualificata | -            |
| 2011 | non qualificata | -            |
| 2012 | non qualificata | -            |
| 2013 | non qualificata | -            |
| 2014 | non qualificata | -            |
| 2015 | non qualificata | -            |
| 2016 | non qualificata | -            |
| 2017 | non qualificata | -            |
| 2018 | non qualificata | -            |
| 2019 | non qualificata | -            |
| 2021 | non qualificata | -            |
| 2022 | 6º posto        | Convocazioni |
| 2023 | 9º posto        | Convocazioni |
| 2024 | non qualificata | -            |

| 2018 | non qualificata | -            |
| 2019 | non qualificata | -            |
| 2021 | 1º posto        | Convocazioni |
| 2022 | non qualificata | -            |
| 2023 | non qualificata | -            |
| 2024 | 10º posto       | -            |

### Competizioni zonali
| 1975 | non esistente   | -            |
| 1979 | non esistente   | -            |
| 1983 | non esistente   | -            |
| 1987 | non esistente   | -            |
| 1991 | non qualificata | -            |
| 1993 | non qualificata | -            |
| 1997 | non qualificata | -            |
| 2001 | non qualificata | -            |
| 2005 | non qualificata | -            |
| 2009 | 5º posto        | Convocazioni |
| 2013 | non qualificata | -            |
| 2018 | 9º posto        | Convocazioni |
| 2022 | non qualificata | -            |